# Даманський Ян Юрійович
Я́н Ю́рійович Дама́нський (нар. 18 травня 1991 — 13 серпня 2014) — солдат 30-ї окремої механізованої бригади Збройних сил України, учасник російсько-української війни.

## Життєвий шлях
Народився 1991 року в селищі Нова Ушиця (також вказується Новий Уренгой, Тюменська область, РРФСР — а в 1992 році батьки з маленьким Яном переїхали на постійне місце проживання в селище Нова Ушиця). Навчався в Гулянецькій школі; Головинському вищому профтехучилищі. У 2010 році був призваний на строкову військову службу. Після повернення працював на ПАТ «Ушицький комбінат будматеріалів».
Мобілізований 20 березня 2014 року, водій роти польового зв'язку 3-го батальйону 30-ї ОМБр. Побував у травні 2014-го в короткотермінованій відпустці, освідчився, почали готуватися до весілля.
Загинув 13 серпня 2014 року під час боїв у прикордонній зоні в Донецькій області — наступали частини терористів уздовж російсько-українського кордону з артилерійським обстрілом. Разом з Яном загинули майор Микола Лісовський, майор Сергій Гордієнко, капітан Олег Обухівський, сержант Олександр Гордійчук та ще один військовослужбовець, особа якого остаточно не встановлена.
Похований 8 вересня 2014-го в Новій Ушиці з військовими почестями.
Без Яна лишились мама та наречена.

## Нагороди та вшанування
За особисту мужність і героїзм, виявлені у захисті державного суверенітету та територіальної цілісності України, вірність військовій присязі під час російсько-української війни, відзначений — нагороджений
- орденом «За мужність» III ступеня (15.5.2015, посмертно)
- у школі, яку він закінчив, встановлено пам'ятну дошку випускникові Яну Даманському
- Вшановується 13 серпня на щоденному ранковому церемоніалі вшанування українських захисників, які загинули цього дня у різні роки внаслідок російської збройної агресії[1].
- Його портрет розміщений на меморіалі «Стіна пам'яті полеглих за Україну» в Києві: секція 2, ряд 5, місце 34.